# Чалчуапа
Чалчуапа (на испански: Chalchuapa; на нахуатъл Chalchihuit-a-pa) е град и община в департамента Санта Ана на централноамериканската държава Салвадор. Населението на общината е 84 510 души (по изчисления за 2017 г.), а надморската височина 650 метра. Тук се намират и развалините на древните маи Каса Бланка. Има и църква в колониален стил. В близост са още няколко церемониални центъра на маите – Тазумал, Пампе, Трапиче и Лас Викториас.